# 海卫十
海卫十是海王星的一颗不规则天然卫星，国际天文学协会授予它的正式名称为“Psamathe”（普萨玛忒）。它曾经是海王星附近的小行星，被海王星俘获，在2003年被发现，被编为S/2003 N 1。它是一个离海王星比较远的卫星之一。

## 概述
它也许是被俘获的小行星。

## 发现
海卫十是2003年8月29日被戴卫·杰维特、简·克莱纳、斯科特·谢帕德、马修·霍尔曼和约翰·卡维拉斯发现的。按照天文学的习俗海王星的卫星以希腊神话中的海神的名字命名，因此它的正式名称为普萨玛忒。

## 轨道数据
海卫十的轨道离海王星的距离居中，它的偏心率为0.4499，其轨道相当椭圆形，公转的周期为24年又350天。轨道与海王星赤道之间的偏角为137.391°。

## 构造和物理数据
海卫十直径28千米，密度1.5克/立方厘米，因此它可能主要由冰组成。它的表面比较暗，反照率只有0.16。